# All Mod Cons
All Mod Cons är den brittiska musikgruppen The Jams tredje album, utgivet 3 november 1978.
Skivan innebar ett stort genombrott för The Jam som hade haft en svaghetsperiod kring tiden för sin föregående LP This Is the Modern World. Efter denna LP hade Weller dragit sig tillbaka till föräldrahemmet en period och jobbat med mer genomtänkt material vilket resulterade i låtar som uppvisade större variation än förut. Skivan hade stor draghjälp av singeln "Down in the Tube Station at Midnight" (oktober 1978). Den innehåller även en hyllning till The Kinks genom en cover på deras låt "David Watts".
Albumet finns med i boken  1001 Albums You Must Hear Before You Die.

## Låtlista
Samtliga låtar skrivna av Paul Weller, om annat inte anges.
1. "All Mod Cons" - 1:20
2. "To Be Someone (Didn't We Have a Nice Time)" - 2:30
3. "Mr. Clean" - 3:29
4. "David Watts" (Ray Davies) - 2:56
5. "English Rose" - 2:51
6. "In the Crowd" - 5:40
7. "Billy Hunt" - 3:01
8. "It's Too Bad" - 2:37
9. "Fly" - 3:20
10. "The Place I Love" - 2:54
11. "'A' Bomb in Wardour Street" - 2:38
12. "Down in the Tube Station at Midnight" - 4:43